# Кутин
Кутинът е едния от двата восъчни полимера, които са основен компонент на растителната кутикула, която покрива аериращите повърхности на растението. Другият главен полимер в кутикулата е кутан. Кутина съдържа ходрикси мастни киселини и техни производни, които са свързани посредством естерни връзки и образуват полиестерни плимери със средни дължини.
Има две основни семейства мономери на кутин — C16 и C18. Към първото спада палмитиновата киселина.
Понякога кутина се бърка с веществото суберин.